# 文森特·艾洛
文森特·「藍眼睛吉米」·艾洛（英語：Vincent "Jimmy Blue Eyes" Alo，1904年5月26日—2001年3月9日）是一名紐約黑幫，也是吉諾維斯犯罪家族的高級角頭（capo），他與黑幫伙伴邁爾·蘭斯基在佛羅里達州和古巴建立了賭場業務。

## 早年
艾洛出生在美國紐約市的哈林區，14歲時開始在華爾街工作。年輕時，艾洛因持械搶劫被判罪，並送入新新懲教所或丹尼莫拉州立監獄。
1926年，艾洛成為了喬·馬塞里亞的強大紐約幫派的榮譽的男人（正式成員）。艾洛被指名為舊喬·阿多尼斯幫派的角頭，他負責監管布魯克林區的俱樂部、地下酒吧和非法賭博。

## 與蘭斯基的伙伴關系
1929年，馬塞里亞的其中一位副手查理·盧西安諾，把艾洛介紹給邁爾·蘭斯基。蘭斯基是盧西安諾的老朋友，是馬塞里亞組織的一個有價值的搖錢樹，而盧西安諾希望艾洛守護他。盧西安諾也可能想艾洛監視蘭斯基（這一說法在文森特·特雷沙的《My Life In the Mafia》和奧維德·德馬里斯的《The Last Mafioso》中被加強）。然而，大多數的犯罪歷史學家認為這不太可能，因為蘭斯基此時是獨立於馬塞里亞和盧西安諾之外的一個叫畢斯與邁爾幫的頭目，這個幫派的大部分收入是透過敲詐勒索得來的，也是這個時代最暴力的幫派之一。在幾乎所有的資料中，艾洛都被描述為蘭斯基業務中的次要伙伴。蘭斯基和艾洛都是內向的書呆子，想要成為合法的商人。兩位黑幫很快就成為朋友。
當艾洛第一次見到蘭斯基時，艾洛參與在佛羅里達州的哈倫代爾鎮（現在稱為哈倫代爾海灘）建立一個賭場。蘭斯基立刻意識到艾洛非常適合從事這些企業，於是邀請他成為伙伴。當蘭斯基和艾洛來到佛羅里達州後，他們立即開始向當地的友愛組織捐款，並向政客和執法部門秘密付錢。
當他們在哈倫代爾開設第一個賭場時，艾洛和蘭斯基沒有遇到政府和公眾的反對。第一個賭場的生意非常好，艾洛和蘭斯基很快就在哈倫代爾開了第二個賭場。小鎮和黑幫之間的這種合作關系一直不斷地持續到1947年。隨著小鎮的經濟變得更多元化，公眾對非法賭博的尷尬也增加。這時，艾洛和蘭斯基關閉了他們的兩個哈倫代爾賭場，並開始計劃在古巴開設賭場。

## 晚年與逝世

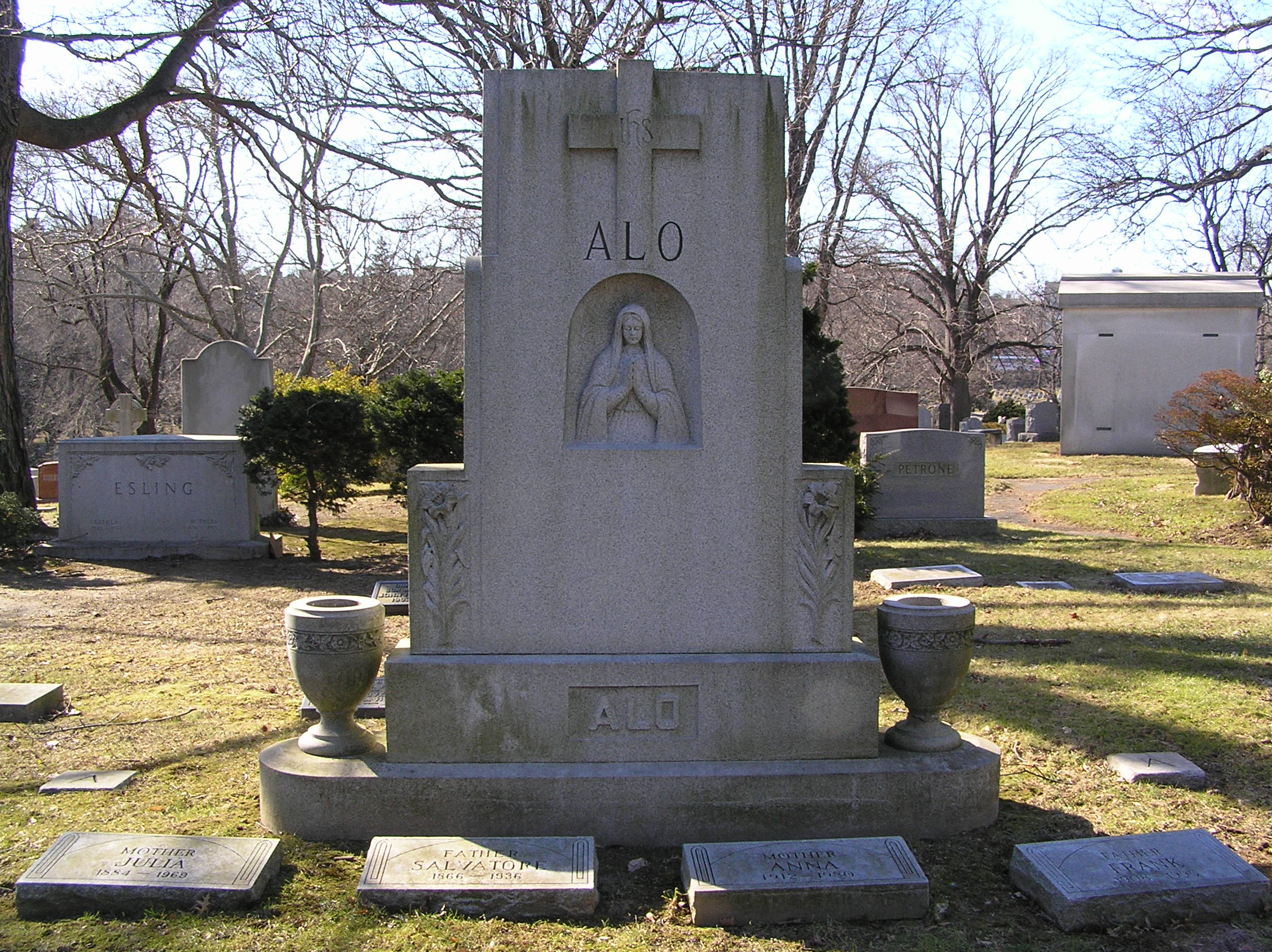
位於伍德朗公墓 (布朗克斯)的文森特·艾洛的墓碑

1970年，艾洛被判犯有妨礙司法罪。紐約南區的聯邦檢察官羅伯特·摩根索說：「艾洛是美國最重要的有組織犯罪人物之一。他與邁亞密的邁爾·蘭斯基關係密切，蘭斯基是身在有組織犯罪的頂峰。」艾洛被描述為迷人、聰明，以及深受伙伴的喜愛。他在1970年代中期退休，他的手下被馬修·伊安涅洛接管。
2001年3月9日，艾洛在佛羅里達州因自然原因而去世，享年96歲。他的遺體被埋葬在布朗克斯的伍德朗公墓。

## 流行文化
1974年電影《教父2》中，多米尼克·查尼斯所飾演的Johnny Ola角色是基於艾洛。2013年電影《騙海豪情》中，羅拔·迪尼路所飾演的Victor Tellegio角色也是基於艾洛。
艾洛也提供了完整的禁酒令時代的非法私酒故事給德魯·斯特魯讚的妻子Dylan，她出版了2019年的非虛構書籍《A Bloody Business》。
馬田·史高西斯的2019年電影《愛爾蘭人》中，羅拔·迪尼路所飾演的法蘭克·希蘭在早期提及過艾洛。

## 外部連結
- In Memory of Jimmy Blu Eyes website（页面存档备份，存于）
- American Mafia.com Reprieve In Broward（页面存档备份，存于） By John William Tuohy